# المكيفتة (المفرق)
المكيفتة منطقة سكنية تقع في لواء البادية الشمالية، محافظة المفرق في الأردن. تنتمي المنطقة لقضاء أم القطين الذي يضم 8 مناطق. يقدر عدد سكانها بـ 3588 نسمة حسب إحصاء 2015.

## الوصلات الخارجية
- دائرة الاحصاءات العامة